# ВВС 10-й армии
Военно-воздушные силы 10-й армии (ВВС 10-й армии) — оперативное авиационное соединение времен Великой Отечественной войны.

## История наименований
- 28-я смешанная авиационная дивизия;
- ВВС 10-й армии;
- 215-я смешанная авиационная дивизия;
- 215-я истребительная авиационная дивизия;
- 215-я истребительная авиационная Танненбергская дивизия;
- 215-я истребительная авиационная Танненбергская Краснознамённая дивизия.

## Формирование
ВВС 10-й армии сформированы 25 января 1942 года согласно Директиве Ставки Верховного Главнокомандования на базе 28-й смешанной авиационной дивизии.

## Переформирование
ВВС 10-й армии 12 мая 1942 года на основании Приказа НКО СССР обращены на формирование 215-й смешанной авиационной дивизии.

## Командующий ВВС 10-й армии
- Полковник Нестерцев Виктор Ефимович[3][4], период нахождения в должности — с октября 1941 года по ноябрь 1941 года.
- генерал-майор авиации Трифонов Николай Константинович[3], апрель 1942 года — 10 мая 1942 года

## В составе объединений
| Дата          | Фронт (округ)  |
| ------------- | -------------- |
| 25.01.1942 г. | Западный фронт |
| 12.05.1942 г. | Западный фронт |

## Участие в операциях и битвах
- Московская битва — с 5 декабря 1941 года по 20 апреля 1942 года.
- Тульская оборонительная операция -  24 октября по 5 декабря 1941 года.

## Части и отдельные подразделения дивизии
За весь период своего существования боевой состав ВВС армии претерпевал изменения, в различное время в её состав входили:
| Период                  | Наименование                                    |
| ----------------------- | ----------------------------------------------- |
| 01.02.42 — 28.02.1942   | 20-й истребительный авиационный полк            |
| 25.01.1942 — 10.02.1942 | 32-й истребительный авиационный полк            |
| 25.01.1942 — 30.03.1942 | 66-й истребительный авиационный полк            |
| 02.12.1941 — 25.01.1942 | 706-й ночной бомбардировочный авиационный полк  |
| 07.01.1942 — 22.05.1942 | 681-й ближний бомбардировочный авиационный полк |
| 13.05.1942 — 19.05.1942 | 684-й ближний бомбардировочный авиационный полк |
| 25.01.1942 — 30.03.1942 | 685-й ночной бомбардировочный авиационный полк  |
| 09.05.1942 — 01.03.1943 | 880-й смешанный авиационный полк                |
| 28.02.1942 — 28.05.1942 | 359-я отдельная авиационная эскадрилья          |

## Отличившиеся воины
- Афанасьев Михаил Андреевич, командир звена Управления ВВС 10-й армии Западного фронта Указом Президиума Верховного Совета СССР 27 июня 1945 года удостоен звания Герой Советского Союза. Золотая Звезда № 6533.